# Bol'šaja Murta
Bol'šaja Murta (in russo Большая Мурта?; in lingua chakassa: Нымырттығ ) è un insediamento di tipo urbano della Russia asiatica, situato nel Territorio di Krasnojarsk. È il centro amministrativo del distretto Bol'šemurtinskij.
Situato sulla riva destra del  fiume Nižnjaja Pod"ëmnaja (affluente dell'Enisej), 110 km a nord di Krasnojarsk.